# Léandre Kuavita
Léandre Filipe Kuavita (Enisval, 31 maggio 2004) è un calciatore belga, centrocampista dello Standard Liegi.

## Carriera

### Club
È cresciuto nel settore giovanile dello Standard Liegi e nel 2022 è stato assegnato alla seconda squadra militante in Challenger Pro League. Il 21 novembre ha firmato il suo primo contratto professionistico ed il 23 dicembre ha debuttato in prima squadra nell'incontro di Pro League pareggiato 0-0 contro il Gent.
Il 1º settembre 2023 è stato ceduto in prestito al Genoa, dove ha trascorso sei mesi con la formazione Primavera ricevendo una sola convocazione in prima squadra, per l'incontro del 3 febbraio 2024 contro l'Empoli. Pochi giorni dopo è rientrato anticipatamente in Belgio dove ha terminato la stagione con l'SL16.

### Nazionale
Ha giocato nelle nazionali giovanili belghe Under-16, Under-18 ed Under-19.

## Statistiche

### Presenze e reti nei club
Statistiche aggiornate all'8 febbraio 2025.
| Stagione        | Squadra         | Campionato      | Campionato | Campionato | Coppe nazionali | Coppe nazionali | Coppe nazionali | Coppe continentali | Coppe continentali | Coppe continentali | Altre coppe | Altre coppe | Altre coppe | Totale | Totale | Totale |
| Stagione        | Squadra         | Comp            | Pres       | Reti       | Comp            | Pres            | Reti            | Comp               | Pres               | Reti               | Comp        | Pres        | Reti        | Pres   | Reti   |        |
| --------------- | --------------- | --------------- | ---------- | ---------- | --------------- | --------------- | --------------- | ------------------ | ------------------ | ------------------ | ----------- | ----------- | ----------- | ------ | ------ | ------ |
| 2022-2023       | SL16            | CPL             | 27         | 3          | -               | -               | -               | -                  | -                  | -                  | -           | -           | -           | 27     | 3      |        |
| 2023-2024       | SL16            | CPL             | 1          | 0          | -               | -               | -               | -                  | -                  | -                  | -           | -           | -           | 1      | 0      |        |
| 2022-2023       | Standard Liegi  | D1              | 2          | 0          | CB              | 0               | 0               | -                  | -                  | -                  | -           | -           | -           | 2      | 0      |        |
| 2023-feb. 2024  | Genoa           | A               | 0          | 0          | CI              | 0               | 0               | -                  | -                  | -                  | -           | -           | -           | 0      | 0      |        |
| feb.-giu. 2024  | SL16            | CPL             | 10         | 0          | -               | -               | -               | -                  | -                  | -                  | -           | -           | -           | 10     | 0      |        |
| 2024-2025       | Standard Liegi  | D1              | 24         | 1          | CB              | 2               | 1               | -                  | -                  | -                  | -           | -           | -           | 26     | 2      |        |
| Totale carriera | Totale carriera | Totale carriera | 75         | 4          |                 | 2               | 1               |                    | -                  | -                  |             | -           | -           | 77     | 5      |        |